# A1 (Groot-Brittannië)
De A1 of Great North Road (Grote Noordweg) is een weg in het Verenigd Koninkrijk die de hoofdsteden van Engeland en Schotland, Londen en Edinburgh, met elkaar verbindt. De weg is met haar 639 kilometer de langste genummerde weg in het Verenigd Koninkrijk.

## Geschiedenis
De route Londen-York-Edinburgh was van oudsher een belangrijke verbinding tussen Engeland en Schotland. De weg werd als Great North Road de belangrijkste weg vanaf Londen naar het noorden. De route kreeg in 1921 van het Britse ministerie van Transport het nummer 1. Sindsdien zijn vijf delen van de A1 geclassificeerd als autosnelweg. Deze delen zijn genummerd als A1(M). In 1962 werd het eerste deel van de A1(M) geopend, de Doncaster bypass. Dit was een van de eerste autosnelwegen in het Verenigd Koninkrijk.

## Hoofdbestemmingen
De volgende 'hoofdbestemmingen' (primary destinations) liggen aan de A1:
- Londen
- Hatfield
- Stevenage
- Huntingdon
- Peterborough
- Stamford
- Grantham
- Newark-on-Trent
- Doncaster
- Pontefract
- Leeds
- Wetherby
- Harrogate
- Scotch Corner
- Darlington
- Durham
- Gateshead
- Newcastle upon Tyne
- Morpeth
- Alnwick
- Berwick-upon-Tweed
- Haddington
- Edinburgh

Groot-Brittannië:
M1 · M2 · M3 · M4 · M5 · M6 · M6 Toll · M8 · M9 · M10 · M11 · M18 · M20 · M23 · M25 · M26 · M27 · M32 · M40 · M42 · M45 · M48 · M49 · M50 · M53 · M54 · M55 · M56 · M57 · M58 · M60 · M61 · M62 · M65 · M66 · M67 · M69 · M73 · M74 · M77 · M80 · M90 · M180 · M181 · M271 · M275 · M602 · M606 · M621 · M876 · M898
A1(M) · A3(M) · A38(M) · A48(M) · A57(M) · A58(M) · A64(M) · A66(M) · A74(M) · A167(M) · A194(M) · A308(M) · A329(M) · A404(M) · A601(M) · A627(M) · A823(M)
Noord-Ierland:
M1 · M2 · M3 · M5 · M12 · M22 · A8(M)